# Thrasya parvula
Thrasya parvula är en gräsart som beskrevs av Alasdair Graham Burman. Thrasya parvula ingår i släktet Thrasya och familjen gräs. Inga underarter finns listade i Catalogue of Life.